# Hälsingborgs Byggbetong
Hälsingborgs Byggbetong AB bildades 1953 under namnet Helsingborgs Byggmästares Maskin AB. Grundarna var Gustav Svensson på Helsingborgs Gamla Dragarlag, Harald Bengtsson på Göran Bengtsson Byggnads AB och byggmästare Erik Ivar Wihlborg. Samma år inledde företaget fabrikstillverkning av färdigblandad betong i Brohult strax utanför Helsingborg.
Hälsingborgs Byggbetong AB har emellertid äldre anor än så. 1954 köpte de tre byggmästarna upp Helsingborgs Cinders- och Kalkfabrik AB på Söder i Helsingborg, ett företag som bildats redan på 1890-talet, när Helsingborgs första stora byggmästare, konsulerna Petter Olsson och Nils Persson, började bränna kalk för bland annat murbruk, puts och jordbruksgödsel.
1964 gick Skånska Cementgjuteriet (Skanska) in som delägare i verksamheten, och samtidigt bytte företaget namn till Helsingborgs Byggbetong. 1966 lades sedan den gamla Helsingborgs Cinders- och Kalkfabrik ner och kvar fanns betongtillverkningen i Brohult. Företaget delades därefter upp mellan GB Förvaltnings AB, Siab och Skanska med Bertil Olofsson som chef.
1990 firades 100-årsjubileum på företagets nybyggda anläggning på Grustagsgatan och samtidigt bytte man namn till Cinders Byggbetong för att tydliggöra rötterna. 1992 försattes företaget på eget initiativ i konkurs men betongtillverkningen fortsatte i Skanskas intresse i Brohult.
"Låt betongen blomma" var företagets slogan som också levererades i rosa fordon och baskar.
Hos Skånes Näringslivsarkiv förvaras en mindre uppsättning arkivhandlingar från Hälsingborgs Byggbetong AB.